# Sokobanah Laok
Sokobanah Laok is een bestuurslaag in het regentschap Sampang van de provincie Oost-Java, Indonesië. Sokobanah Laok telt 4303 inwoners (volkstelling 2010).